# Rogelja
Rogelja je priimek več znanih Slovencev: 
- Božo Rogelja (*1946), glasbenik oboist, prof. AG
- Igor Rogelja, japonolog/sinolog, mednarodni politolog
- Manja Rogelja (*1978), veterinarka, dr. biologije okolja, vodja Akvarija Piran
- Matjaž Rogelja, (bas-)kitarist
- Nataša Rogelja Caf, kulturna antropologinja (migracije v Sredozemlju)